# Saban Films
A Saban Capital Group LLC egy amerikai befektetési cég, amelynek székhelye a kaliforniai Los Angelesben található, és amely média, szórakoztatóipar és hírközlési befektetésekre összpontosít. A 2010-ben Haim Saban által alapított Saban Capital Group tulajdonában van a Saban Films (SF), az Univision Communications és a Celestial Tiger Entertainment egy része.

## Történet
2006 októberében az SCG Saban Entertainment Group részlege bejelentette a családi szórakoztató műsorok indítására és fejlesztésére szolgáló virtuális stúdióprogram elindítását. 2007 márciusában az Univision Communications-t eladták a Broadcasting Media Partnersnek, amely a Saban Capital Group, a Madison Dearborn Partners, a Providence Equity Partners, a TPG Capital és a Thomas H. Lee Partners tagja. 2011. október 17-én a Saban Capital Group 7,5%-os részesedést szerzett a legnagyobb indonéz integrált médiavállalatban, a Media Nusantara Citrában. 2012 júliusában a Saban Capital Group megszerezte a PT MNC Sky Vision Tbk kisebbségi részesedését, amely Indonézia legnagyobb fizetős televíziós szolgáltatója, az Indovision és a Top TV tulajdonában van. 2012 júniusában az SCG leányvállalata, a Kidsco Media Ventures LLC a Konami 4K Acquisition Corp. vállalattal közösen megvásárolta a 4Kids Entertainment néhány kulcsfontosságú eszközét, és a Kidsco megszerezte a Dragon Ball Z Kai, a Cubix, a Sonic X és a Network's Saturday Morning programcsomagjának szerződéses jogait. 2012 augusztusában a Saban Capital Group új zenei kiadói részleget indított "Music Ventures" néven.
2014. május 6-án a Saban Capital bejelentette a Saban Films (SF) nevű forgalmazó cég elindítását, amely évente 8-10 játékfilmet vásárol fel az észak-amerikai piacra. A 2014-es cannes-i filmfesztiváltól kezdve Bill Bromiley-t, az RLJ Entertainment munkatársát nevezték ki a cég elnökévé.
2018. szeptember 13-án a Saban Capital Acquisition Corp. bejelentette a Panavision és a Sim Video International megvásárlását egy 622 millió dolláros készpénz- és részvényvásárlási ügylet keretében. A tranzakció célja egy komplex gyártási és utómunka-egység létrehozása volt. A Saban Capital Acquisition Corp. névváltoztatást javasolt Panavision Holdings Inc. névre, de várhatóan továbbra is a Nasdaq tőzsdén fog kereskedni. A Saban végül 2019. március 1-jén felmondta a Panavision felvásárlására irányuló üzletet Saban ended up terminating its deal to acquire Panavision on March 1, 2019.

## Részlegei
- Saban Entertainment Group
- Saban Kids & Family
- Saban Films
- Saban Real Estate, LLC
- Saban Brands, LLC
  - Saban Brands Lifestyle Group
    - Paul Frank Industries
    - Macbeth Footwear
    - Mambo Graphics
    - Piping Hot

  - Saban Brands Entertainment Group
    - SCG Power Rangers LLC (felvásárolta a Hasbro)
    - SCG Characters LLC (felvásárolta a Hasbro)
    - SCG Luna Petunia LLC (felvásárolta a Hasbro)
    - Saban Brands Voyagers LLC (felvásárolta a Hasbro)
    - Treehouse Detectives LLC (felvásárolta a Hasbro)

## Befektetések

### Jelenlegi
- Celestial Tiger Entertainment (CTE) (JV)
- Media Nusantara Citra (MNC) 7.5% rész
- Taomee (kisebbségi részesedés)
- Playbuzz (2016)[15]
- BustleBustle
- IronSource
- Broadcasting Media Partners (20%)
  - Univision Communications, Inc.
- Sim Video International

### Múlt
- Bezeq
- Keshet Broadcasting LTD
- Panavision
- ProSiebenSat.1 Media AG
- VesselVessel

## Politikai tevékenységek
A Saban-csoport a Demokrata Párt egyik legnagyobb támogatója. Adományozott Barack Obama korábbi elnök kampányának, és a 2016-os Clinton-kampány egyik legnagyobb adományozója volt, mintegy 12 millió dolláros hozzájárulásával.